# COMSOL Multiphysics
COMSOL Multiphysics és un paquet de programari d'anàlisi i simulació per elements finits per a diverses aplicacions en física i enginyeria, especialment fenòmens acoblats i multifísica. El programari facilita interfícies d'usuari basades en la física i proporciona un IDE i un flux de treball unificat per a simulacions elèctriques, mecàniques, de fluids, acústiques i químiques, entre d'altres. Les equacions físiques es calculen mitjançant sistemes acoblats d'equacions diferencials parcials (EDP)
A més dels problemes clàssics que es poden resoldre amb els diferents mòduls dels quals disposa el programari, el paquet bàsic de multifísica es pot utilitzar per resoldre PDE en la forma feble. També es pot utilitzar una interfície per a Java i MATLAB per a controlar el programari externament. Amb el programa també es poden crear aplicacions que es poden executar independentment. Hi ha diversos mòduls disponibles per a COMSOL, categoritzats segons la seva àrea d'aplicació; elèctric, mecànic, de fluids, acústic, químic, multipropòsit i d'interfície.